# Koncentrační tábor Jasenovac
Koncentrační tábor Jasenovac (v chorvatském originále Sabirni logor Jasenovac) byl jedním z největších koncentračních táborů na území Evropy během druhé světové války. Nacházel se na území Nezávislého chorvatského státu na území obcí Jasenovac a Stara Gradiška (nedaleko současných chorvatsko-bosenských hranic) a k jeho zřízení došlo v srpnu 1941. Tábor nebyl spravován jednotkami nacistického Německa a podléhal přímo správě chorvatského fašistického hnutí ustašovců. Správcem tábora byl po celou dobu jeho existence Vjekoslav Luburić a jeho pobočníkem Dinko Šakić. Tábor osvobodily v dubnu 1945 partyzánské jednotky Josipa Broze Tita.
Většinu z obětí tábora tvořili pravoslavní Srbové, Romové, Židé a političtí oponenti ustašovského režimu. Odhady počtu obětí se liší, většina moderních zdrojů však uvádí údaje kolem 100 000 lidí.

## Struktura tábora
Tábor byl vystavěn podle vzoru nacistických koncentračních táborů.
Tábor tvořilo pět samostatných lágrů, včetně dětského koncentračního tábora Sisak.

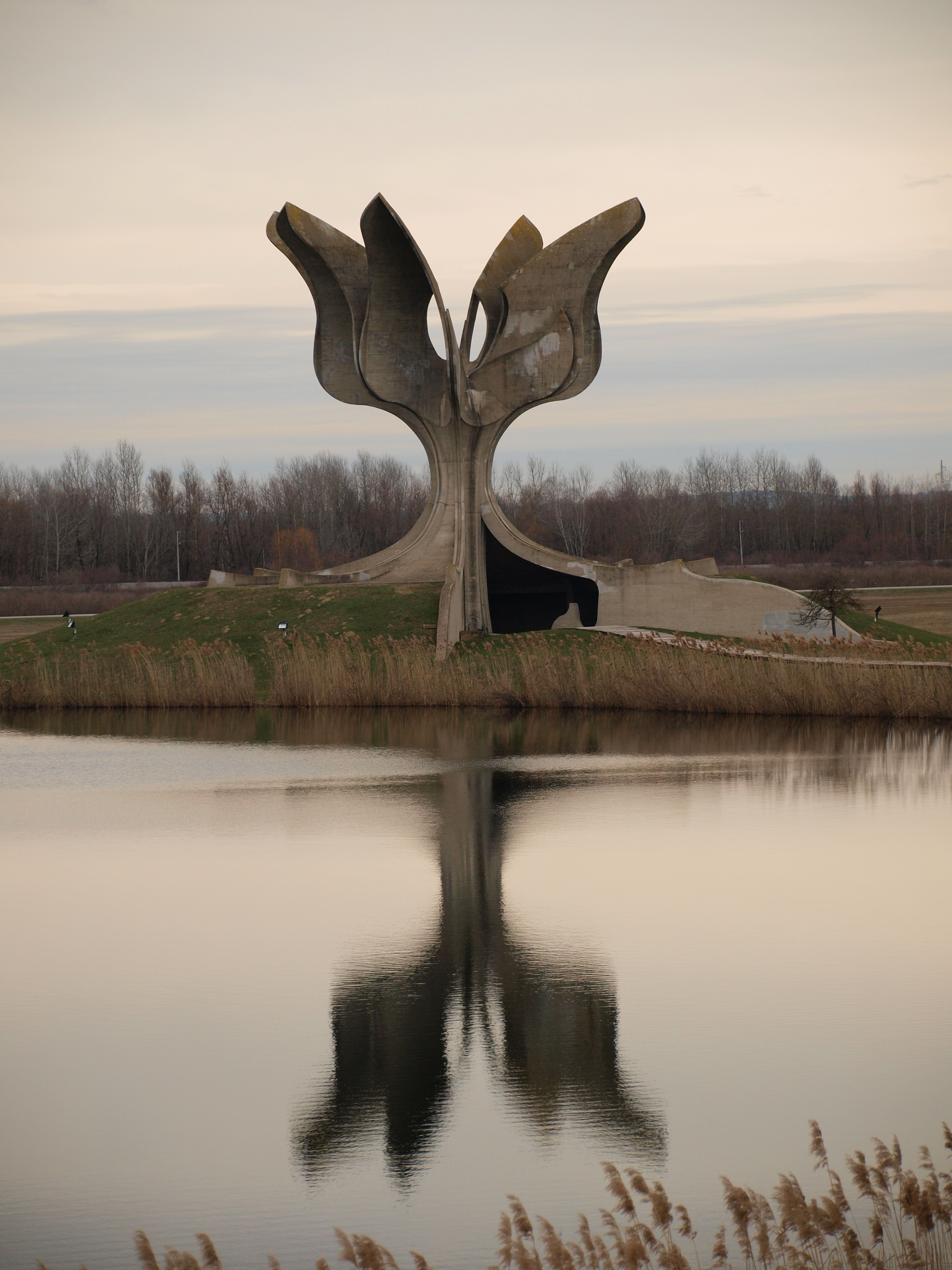
Kamenný květ, pomník obětí koncentračního tábora Jasenovac

### Tábor I
Byl založen v srpnu roku 1941 na podmáčeném území obehnaném vodním kanálem, jižně od řeky Veliki Strug. Byl v provozu pouze několik měsíců do podzimu 1941, než byl zničen záplavami. Počet obětí se odhaduje na 10 000.

### TáborII (Bročice)
Byl založen 2 km severně od Jasenovace u stejnojmenné vesnice jižně od řeky Veliki Strug. Fungoval krátce, jen do konce září 1941.

### TáborIII (Ciglana)

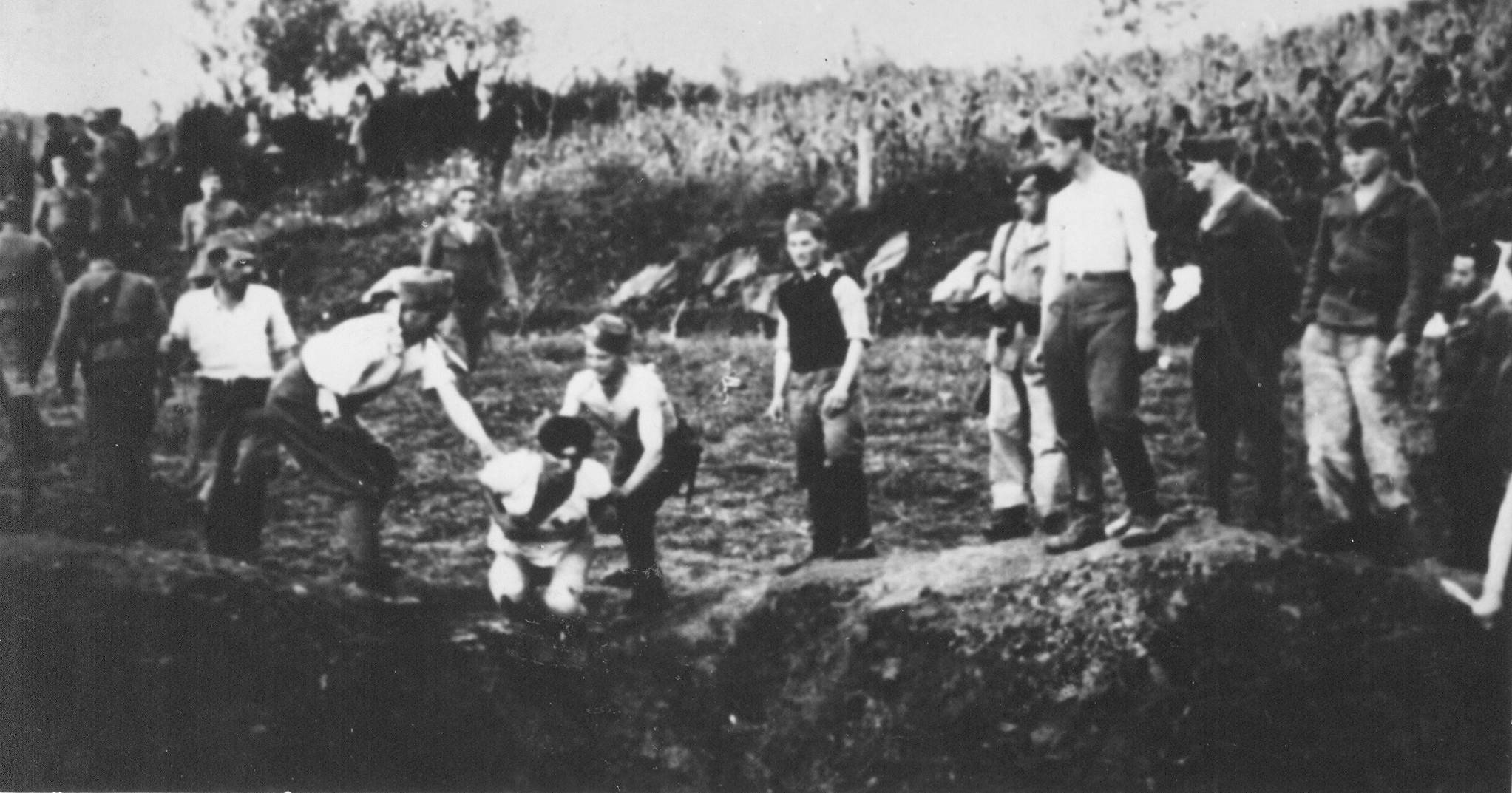
Poprava vězně

Byl největší součástí této soustavy a nacházel se na statku Ozrena Bačiće, jehož rodina emigrovala roku 1941 z NDH, neboť byla pravoslavného vyznání. Nacházel se zde pracovní tábor s cihelnou (odtud jméno) a elektrárnou. V cihelně také zaživa upalovali vězně.
V tomto táboře bylo soustředěno nejvíce Židů a také komunisté. Zde se také nacházel dětský koncentrační tábor, v němž je za dobu jeho existence doloženo kolem 5000 obětí.
V blízkosti tábora bylo zřízeno pohřebiště Limani, kde na ploše 1175 m² byly zřízeny masové hroby.
V táboře se nacházely tyto pracovní úseky a pracovní skupiny (radne grupe): I provaznictví, II pila, III cihelna, IV koželužna, V zednické práce, VI elektrocentrála. Pracovní tábor byl zpočátku obehnán ostnatým drátem a ze tří stran také vysokou zdí. Ze čtvrté strany tvořila hranici řeka Sava. V opevnění bylo deset strážních věží a zeď zajištěna ostnatým drátem pod vysokým napětím.
Součástí Tábora III byl i samostatný úsek, kde byli vězněni Romové. Byli využíváni na nejtěžší práce. 
Tábor měl také vlastní krematorium.
Tábor III byl v provozu od poloviny září 1941 do 23. dubna 1945.
V listopadu 1944 byl bombardován spojeneckými letouny.

### TáborIV (JasenovacIV nebo také Kožara)
Byl založen roku 1942 jako menší pracovní tábor. Převážně zde pracovali Židé. Ustašovci se je však postupně snažili likvidovat, neboť se řídili podle nepsaného pravidla „Ani jeden Žid z tábora nesmí zůstat živ, protože Židé by byli jedněmi z nejvíce nelítostných svědků proti ustašovcům“.

### Tábor V Ciganski

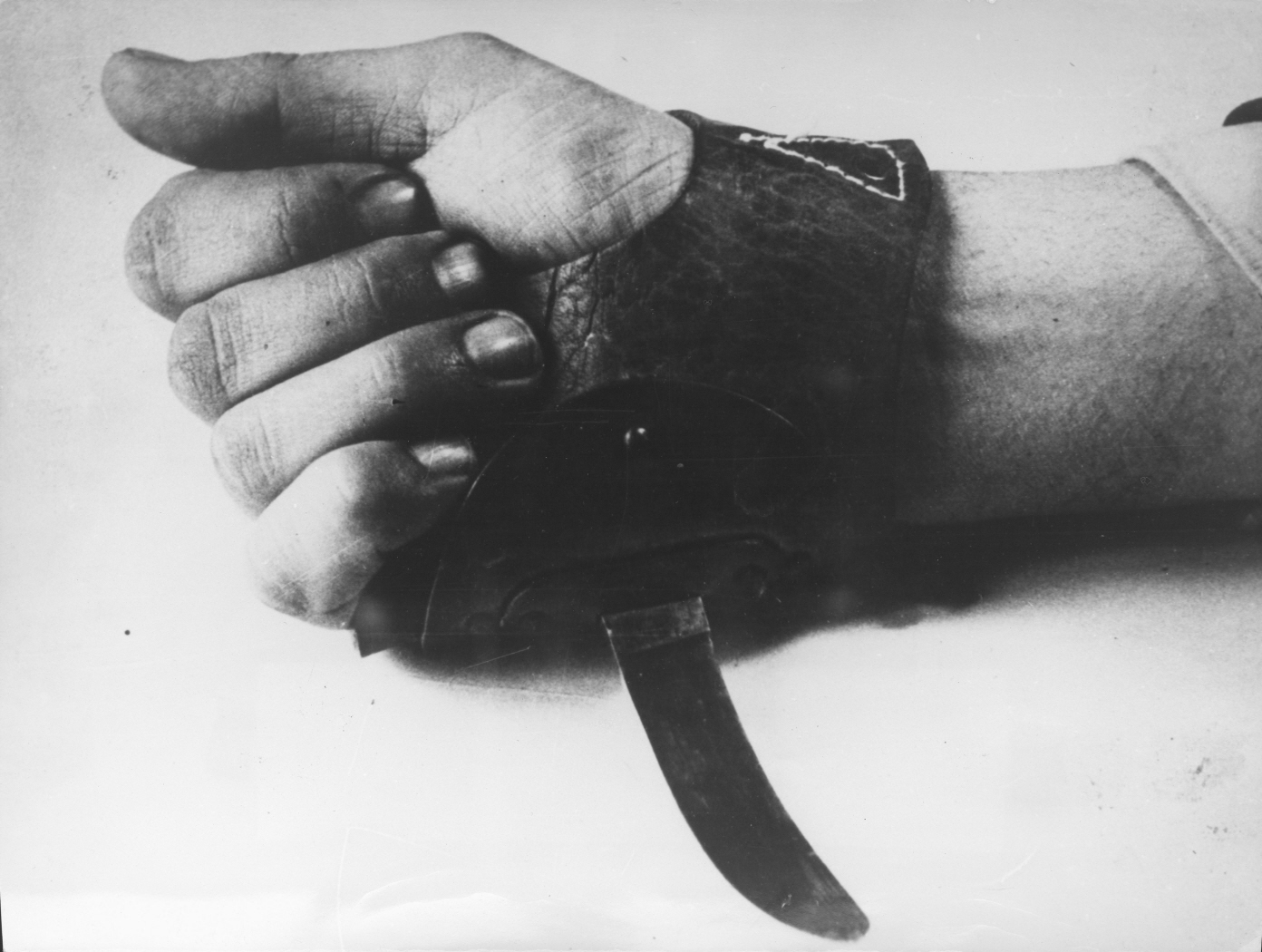
Srbosjek (srbořezač) – nůž používaný dozorci k usmrcování vězňů

Nacházel se ve vesnici Uštice mezi řekami Sávou a Unou, byli zde nejčastěji soustředěni Romové. V rámci rasistického přístupu k těmto vězňům bylo raženo heslo Cigani se privodi konstruktivnom radu (Cikáni budou přinuceni ke smysluplné práci).
Tento tábor byl v provozu od roku 1942 do května 1945. Na konci války byli někteří vězni zabiti a někteří byli deportováni do Německa. Na kraji vesnice Uštice se nalézá statek Srba Ostoje Krnjajića, který byl znám jako „dům kvílení“ – byli zde týráni a zabíjeni vězni. Jsou zde odkrývány doposud neznámé masové hroby obětí. Doposud je evidováno 21 masových hrobů (stav 2016).

### Tábor VI
Nacházel se ve vesnici Mlaka na řece Sávě 10 km od Jasenovce u Staré Gradišky. Obsahoval i ženský pracovní tábor ve vesnicích Mlaka i Jablanac, které byly čistě srbské. Na srbských statcích byly zřízeny táborové hospodářské provozy. Počet obětí se odhaduje na 45 000. V těchto srbských vesnicích bylo před válkou asi 150 srbských domů. Pravoslavný kostel ve vesnici byl ustašovskými vojsky zbořen. Roku 1967 zde byl odhalen památník obětem, jehož autorem je Petar Vovk.

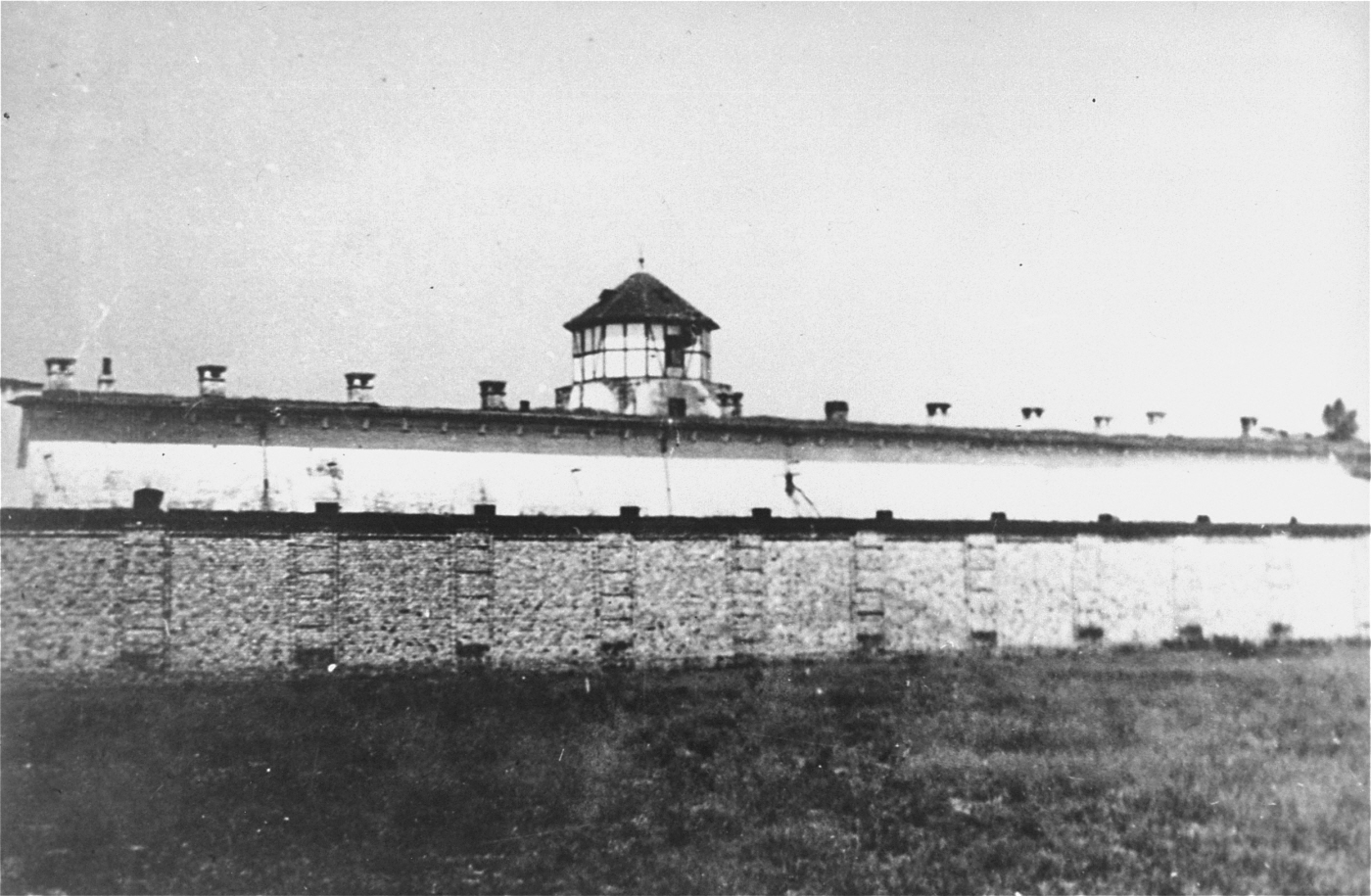
Tábor VII Stara Gradiška

### Tábor VII
Nacházel se ve Staré Gradišce na břehu Sávy ve staré tvrzi z dob Rakouska-Uherska, přebudované na vězení. Byl rozdělen na mužskou, ženskou a dětskou část. Tímto táborem prošli mnozí vězni umístění později do samotného tábora Jasenovac či určení na pochod smrti. Likvidaci tábora začali sami ustašovci koncem roku 1944, trvala do 23. dubna 1945. Blízko tohoto tábora bylo zřízeno velké táborové pohřebiště s asi 6000 hroby. Některé oběti byly hozeny do řeky Sávy.

### Tábor VIII
Nacházel se ve vesnici Donja Gradina na bosenské straně řeky Sávy u ústí Uny na prostoru asi 125 hektarů. V blízkém lese bylo zřízeno místo pro likvidaci vězňů. Nejčastějšími oběťmi zde byli Srbové. Byly zde také zřízeny masové hroby. Na pohřebišti jich bylo identifikováno celkem 105. Na devíti pohřebištích se zde nalézá 105 masových hrobů na celkové ploše 10 130 m².
Podle očitých svědků se popravy děly chladnými zbraněmi, aby nebylo slyšet střelbu. O život zde přišlo až 200 lidí denně. V roce 1945 ustašovci přeorali toto území traktory, aby nebylo možno identifikovat místa masových hrobů.

## Oběti

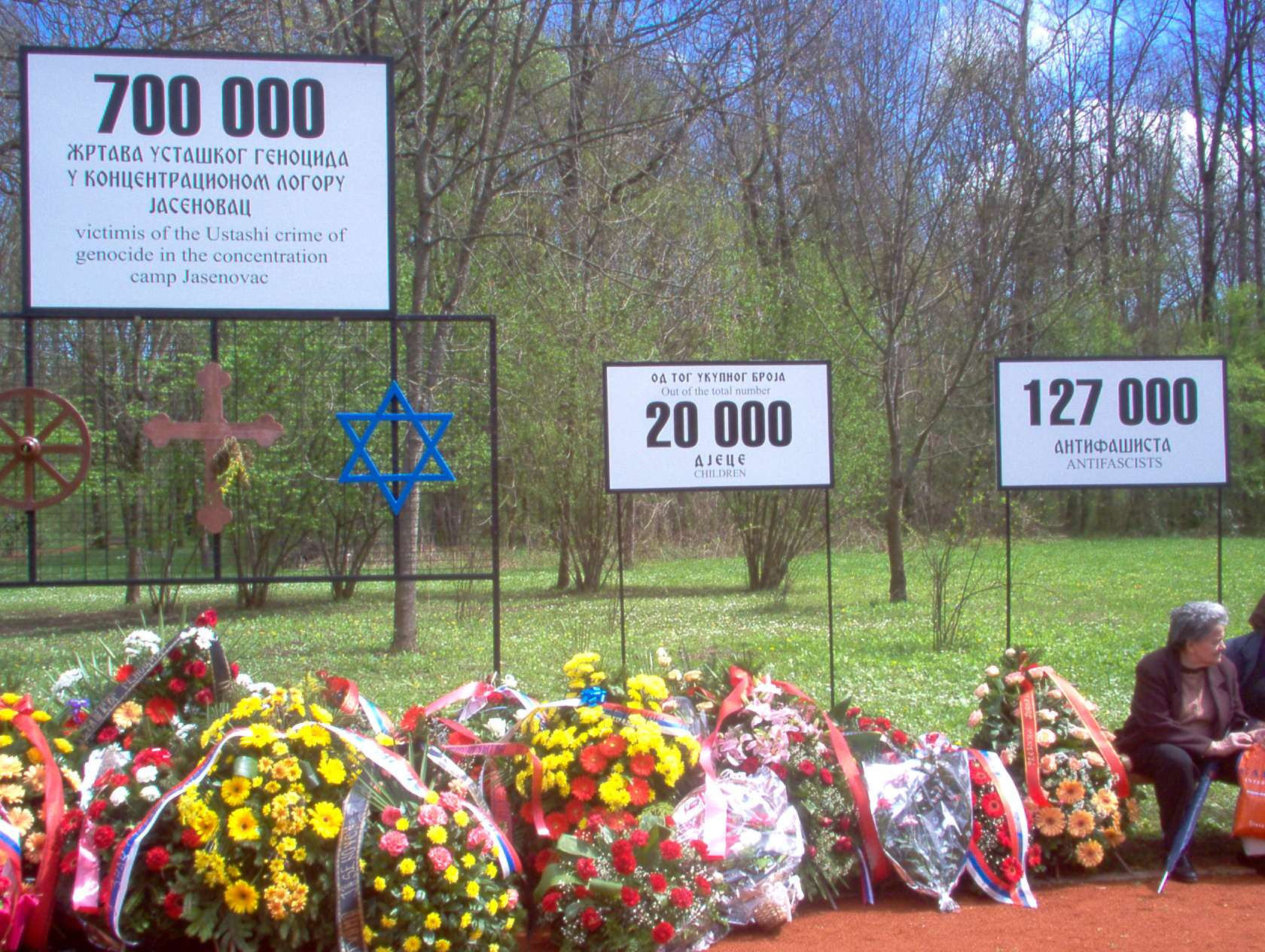
Pamětní místo s připomínkami obětí

Počet obětí a jejich rozložení dle etnických skupin se u různých autorů liší. Většinu jich tvoří etničtí Srbové, Židé, antifašističtí Chorvaté nebo disidenti a Romové. Podle odhadů Muzea holocaustu ve Washingtonu zavraždili ustašovci v táboře 77 až 99 tisíc osob. Podrobné statistiky uvádí Památník Jasenovac (vycházející z evidence obětí správy koncentračního tábora) a Ivo a Slavko Goldsteinovi.
Podle památníku Jasenovac v táboře zahynulo 83 145 osob, z toho 47 627 Srbů, 16 173 Romů, 16 173 Židů, 4 255 Chorvatů, 1 128 Bosňáků, 266 Slovinců (Slavko Alojz Kramar uvádí 306), 114 Čechů, 106 Slováků, 64 Ukrajinců, 44 Černohorců, 27 Maďarů, 19 Italů, 18 Rusů, 10 Rusínů, 10 Němců, 9 Poláků, 1 Albánec, 1 Rakušan, 1 Gruzínec, 1 Rumun a 166 osob neznámé národnosti.
Ivo a Slavko Goldsteinovi uvádí, že v táboře zemřelo 82 073 osob, z toho 46 740 Srbů, 16 131 Romů, 2 999 Židů, 4 208 Chorvatů (většinou komunistů), 1116 Muslimů (Bosňáků, kteří byli podle dokumentace Památníku Jasenovac vězněni zejména z politických důvodů), 263 Slovinců a 616 osob ostatních a neznámých národností.
Mezi oběťmi bylo také mnoho občanů pravoslavného vyznání, ať již z řad Srbů nebo Chorvatů (ti byli většinou nuceni, aby přestoupili na katolickou víru). Byli mezi nimi také homosexuálové a svobodní zednáři.

### Srbové, Chorvati a Slovinci
Mezi srbskými vězni bylo mnoho pravoslavných kněží. Pravoslavné obyvatelstvo bylo nezřídka překřtíváno. Po bitvě na Kozaře v létě 1942 byla většina Srbů zavražděna. Vztah k Srbům v NDH byl dán otázkou národnostní i náboženskou, kdy v NDH hrála roli katolická církev i ve jménu národních chorvatských zájmů, a to také v propagandě a postoji proti převážně pravoslavným Srbům jakožto údajným utlačovatelům chorvatského národa v období Království Srbů, Chorvatů a Slovinců.
Mezi vězněnými Chorvaty byli představitelé inteligence a také příslušníci (ilegální) komunistické strany. V ideologii NDH byli Chorvaté pokládán za součást árijské rasy a jako státotvorný národ.
Mezi vězni byli také Slovinci. Byla plánována jejich asimilace s chorvatským obyvatelstvem. Mezi Slovinci bylo také 349 kněží. Ti byli umístěni ve farnostech a klášterech ve Slavonské Požeze, Đakovu a Zagorje.

### Židé a Muslimové
Židé byli mezi prvními, kteří byli internování v táboře Jasenovac. Byli umístěni zejména v pracovních táborech. Na záchraně Židů v NDH se podílel záhřebský arcibiskup, blahoslavený Alojzije Stepinac. Na Heinrichu Himmlerovi vymohl, aby do koncentračních táborů nebyli posíláni Židé ze smíšených manželství.
Muslimové z řad vězňů byli většinou komunisté nebo účastníci bosenského odboje proti NDH. (Muslimové-Bosňáci byli totiž podle rasových zákonů NDH vnímáni dokonce jako nejčistší složka chorvatského národa.)

### Romové a političtí vězni
Od června 1941 do 20. dubna 1942 byla organizována na území NDH systematická deportace Romů. Žádný z romských vězňů nepřežil. Podle některých zdrojů nebyli romští vězni ani evidováni, ale přímo po deportaci rovnou zabíjeni.
Mezi „politické“ vězně patřili členové ilegální komunistické strany, členové Chorvatské agrární strany (Hrvatska seljačka stranka) a také zednáři.

### Úmrtí z důvodu nemocí
V letech 1942–43 zemřel větší počet vězňů na tyfus. Za jeden měsíc je evidováno asi 1800 obětí tyfu.
Vězni umírali i v táborové nemocnici v Sisaku.

## Konec existence tábora a pokusy o útěk
Ke konci existence tábora vybrali dozorci staré a nemocné vězně a zabili je. Mrtvá těla pak naházeli do řeky Sávy.
Dne 21. dubna 1945 začala ustašovská vojska tábor likvidovat a vězni museli nastoupit na svého druhu pochod smrti. Pro tento pochod se vžil název Křížová cesta (Križni put). Sama ustašovská armáda šla stejným směrem (také před postupujícími partyzánskými jednotkami) až k pohraničnímu městu Bleiburg, kde svedla poslední bitvu v rámci 2. světové války v Chorvatsku. Tato bitva, i když poslední a s účastí již jen zbytků ustašovského vojska, z nichž zde někteří padli, stala se nástrojem propagandy chorvatských nacionalistů v 90. letech.
O den později, 22. dubna, asi 600 vězňů podniklo pokus o útěk. Úhrnem 84 z nich útěk přežilo. Ve stejný den došlo k útěku 147 vězňů z tábora IV Kožara.
Dne 2. května těsně před příchodem Jugoslávské lidové armády prchající ustašovská vojska tábor zapálila.

## Poválečný vývoj

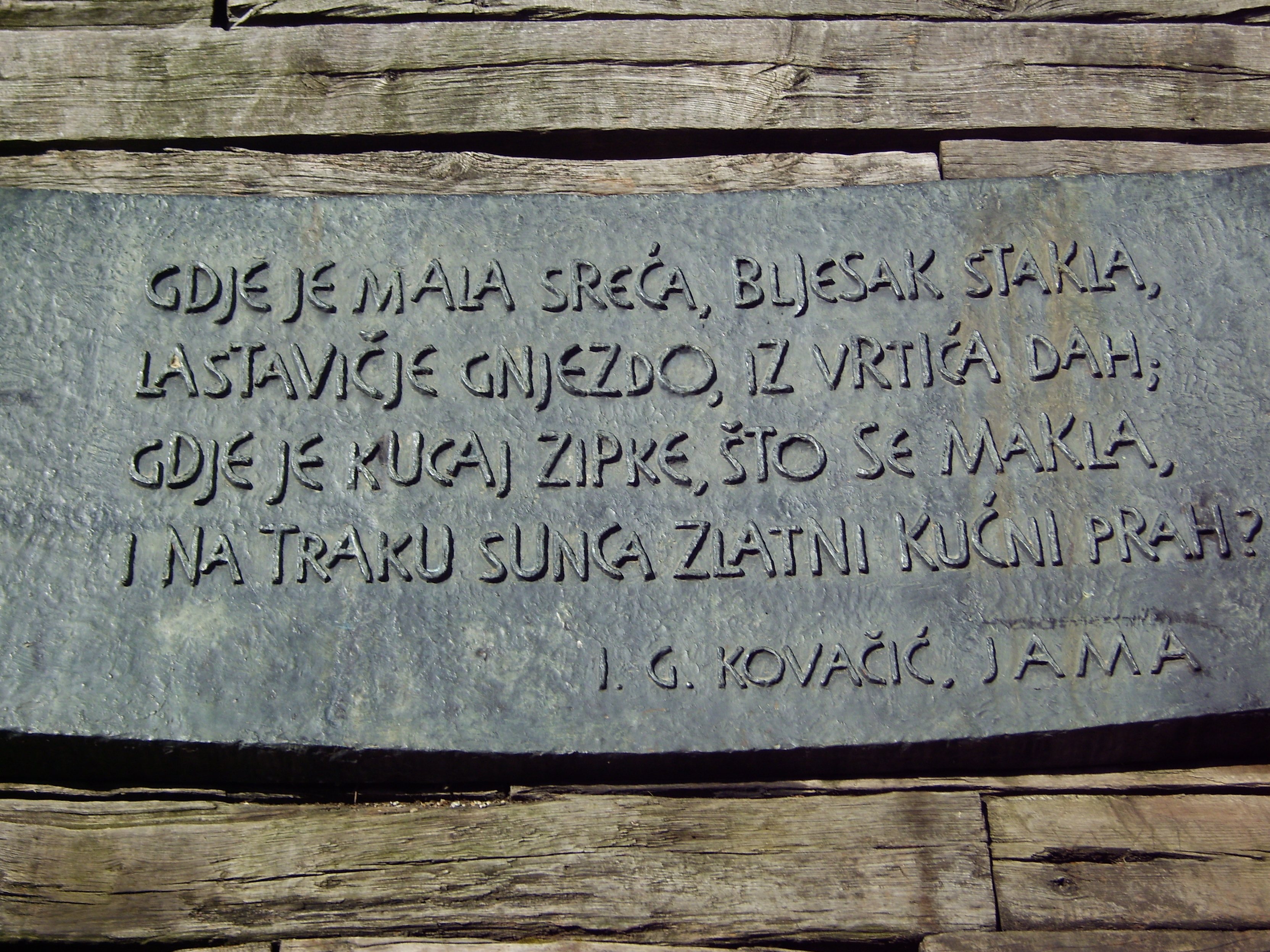
Báseň na památníku obětem koncentračního tábora

Ihned po válce začalo vyšetřování, to však tehdy nebylo dokončeno. Dinko Šakić uprchl, okolnosti jeho úniku jsou však nejasné.
Po zániku NDH a vzniku Federativní republiky Jugoslávie fungoval tábor dále pod správou Jugoslávské lidové armády (JNA). Byli zde například vězni německé národnosti. Dne 2. května byly některé budovy samotného jasenovského tábora úmyslně zapáleny. Od června 1945 na (částečné) likvidaci tábora pracovali němečtí vězni. V letech 1945–1947 zde byli (v období nejsilnějšího stalinistického režimu ve FNRJ) soustředěni nepohodlní občané kvůli své náboženské, politické či jiné názorové orientaci. V tomto období je (podle různých zdrojů) evidováno od 5000 do 8000 vězňů.
Roku 1963 byl založen Památník obětem. 4. července 1966 byla odhalena socha „Květ v Jasenovci“ (Cvijet u Jasenovcu) sochaře Bogdana Bogdanoviće. 4. července 1968 bylo založeno Pamětní muzeum. Po chorvatské válce za nezávislost zde byla otevřena roku 1999 stálá expozice o historii památníku.

## Místo v propagandě
Už v období NDH byla natáčena propagandistická videa ukazující „prospěšnost pro hospodářský život NDH“.
Historie koncentračního tábora Jasenovac se stala v 90. letech nástrojem propagandy nacionalistických skupin v Chorvatsku, nezřídka se odvolávajících na období NDH. Tato propaganda byla a je namířena zejména proti Srbům.
Již koncem 80. let se stal prostředkem protichorvatské a protikatolické propagandy v Srbsku, při které autoři záměrně zveličovali počty obětí.

## Kontroverze
Rajko Doleček často uvádí statistiky a historii Jasenovce ze srbských pozic.

## Politické postoje ke koncentračnímu táboru Jasenovac
Při vzpomínkové akci 17. dubna 2011 chorvatský prezident Ivo Josipović prohlásil, že „Zločin, jaký se stal v jasenovském táboře, se nikdy nesmí opakovat“.
Objevila se dokonce srovnání se srbským napadením města Vukovar během bojů na Balkáně v 90. letech.
Dne 4. 2. 2016 chorvatský parlament jednal o odškodnění obětí zločinů v Jasenovci i na Bleiburgu.

## Současnost

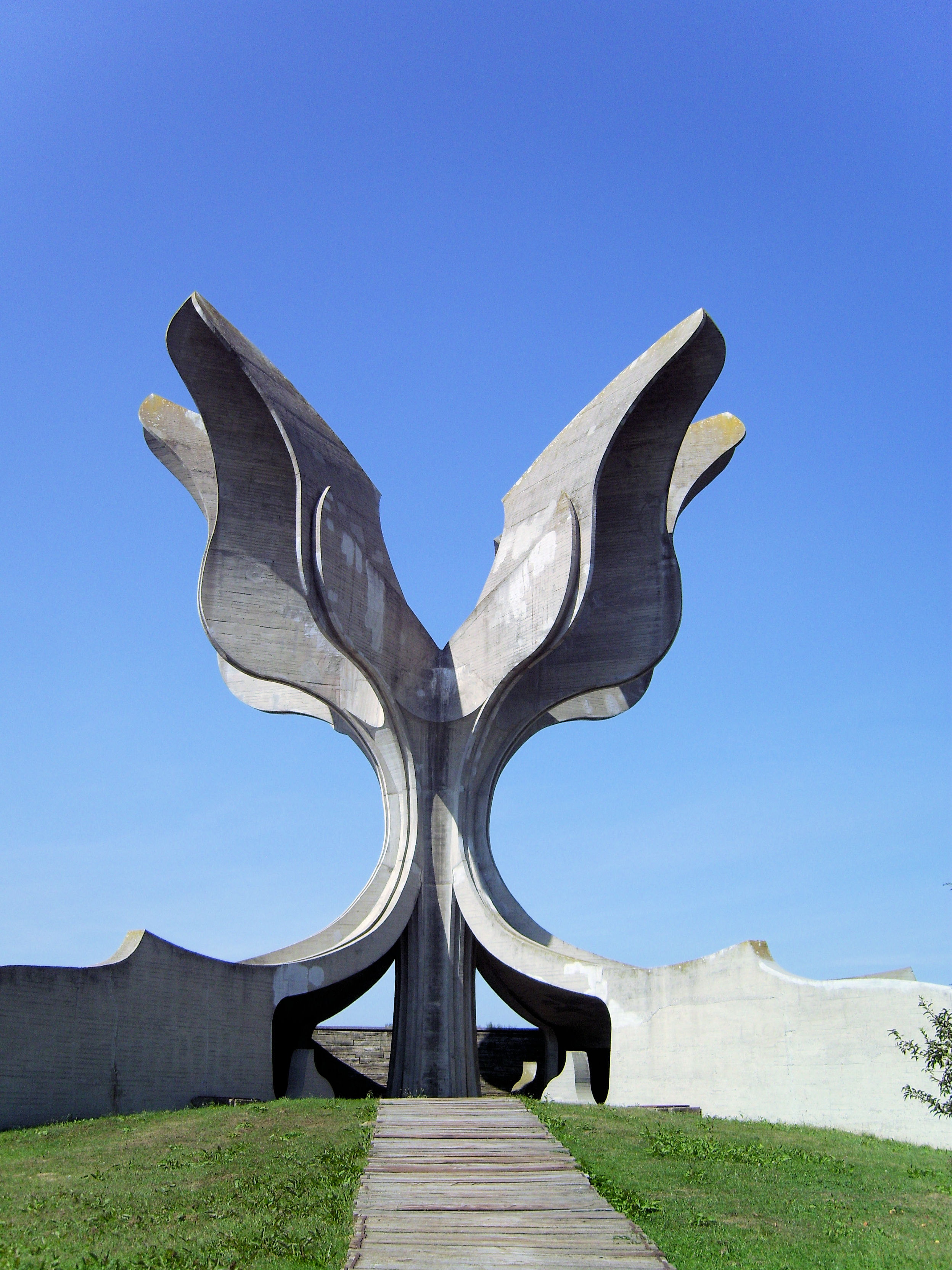
Detail památníku

V současnosti je na místě tábora zřízeno Pamětní muzeum. Vstup je zdarma. Mezi jednotlivými lokalitami památníku vozí turisty původní vlak.
Na památku obětí je v Jasenovci umístěna skulptura Květ v Jasenovci (Cvijet u Jasenovcu), jehož autorem je akademický sochař prof. Bogdan Bogdanović.
Dalším památníkem je Reliéf obětem fašismu.

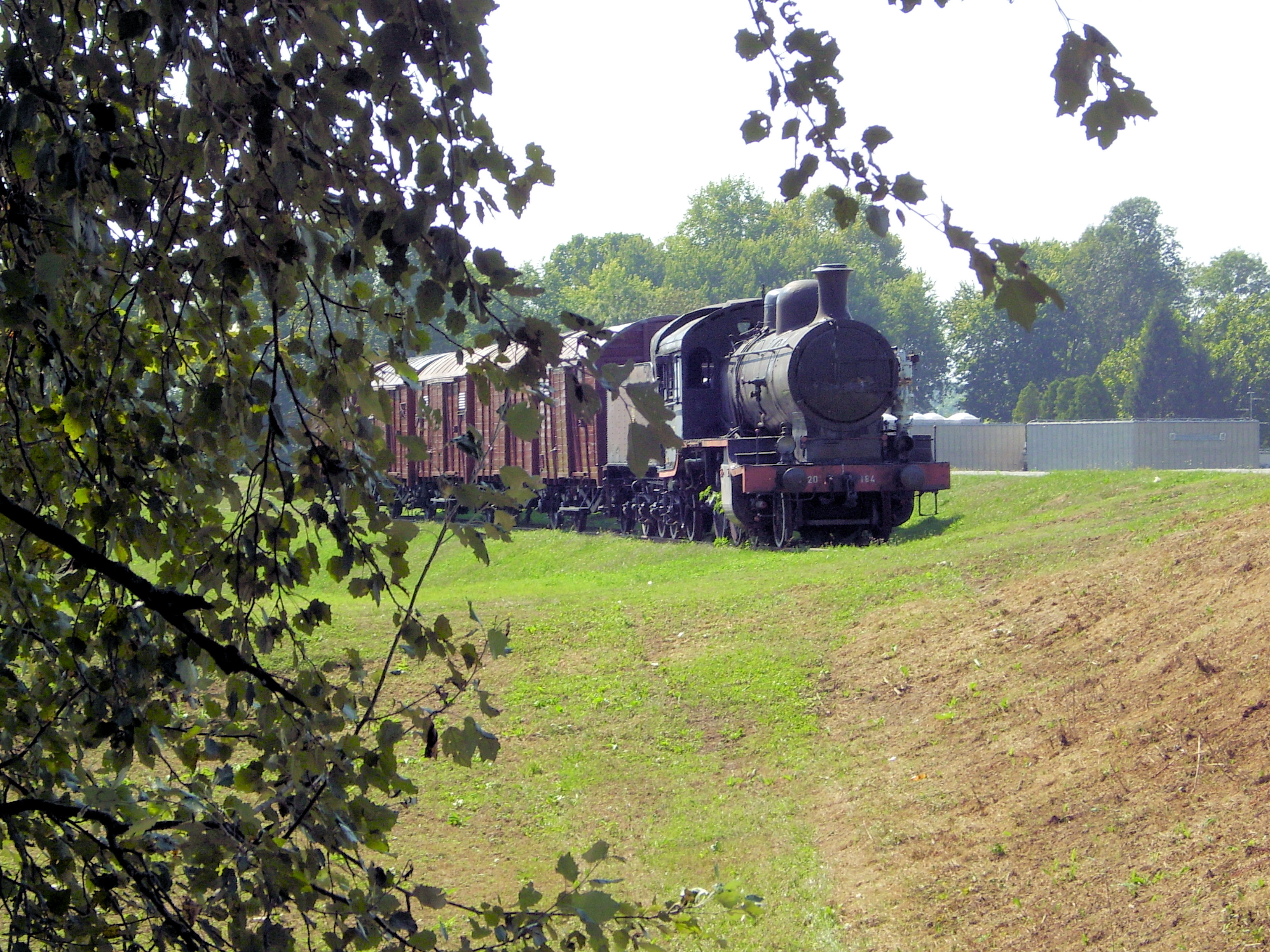
Vlak, který vozil vězně do koncentračního tábora
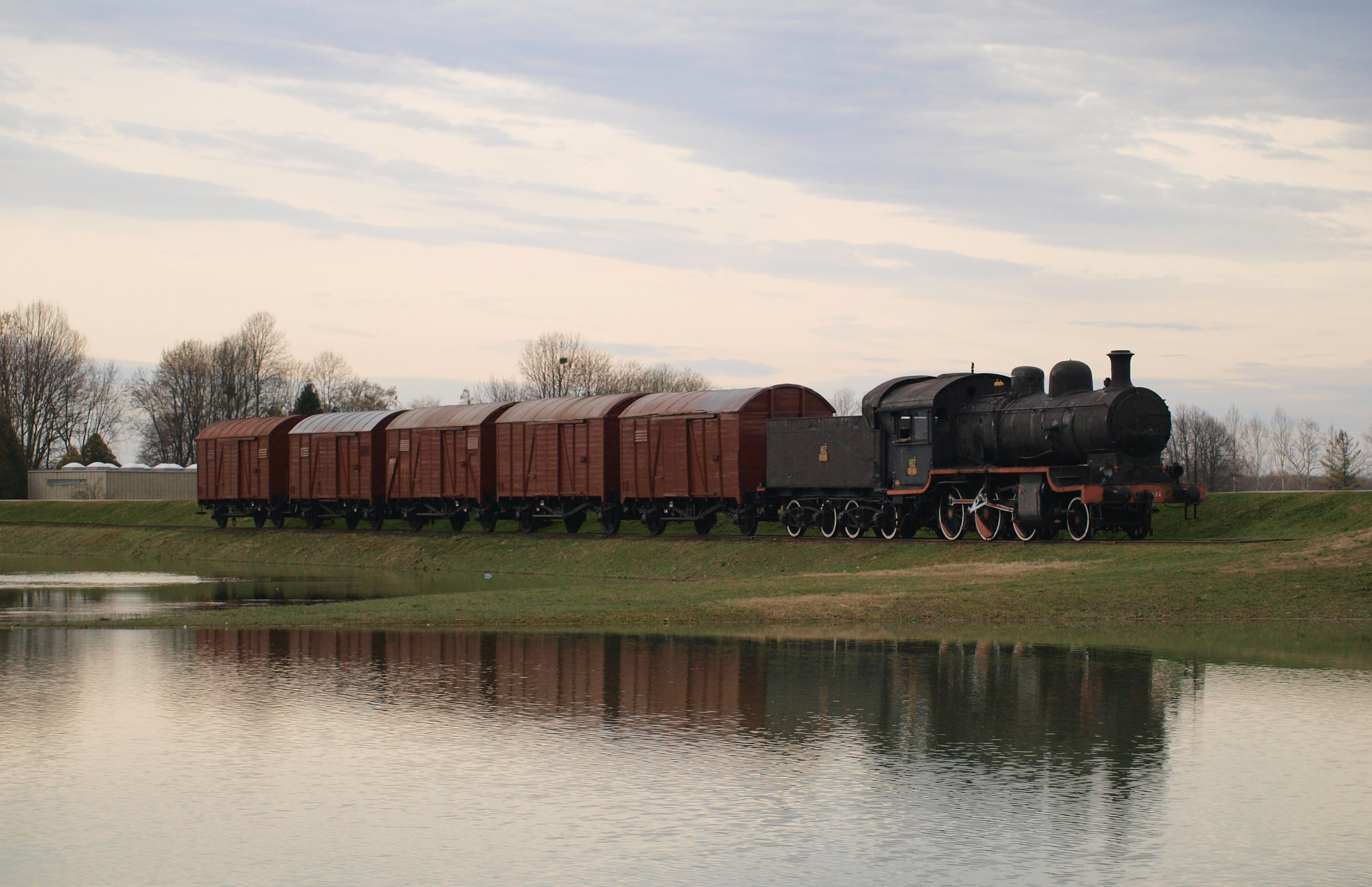
„Vlak smrti“
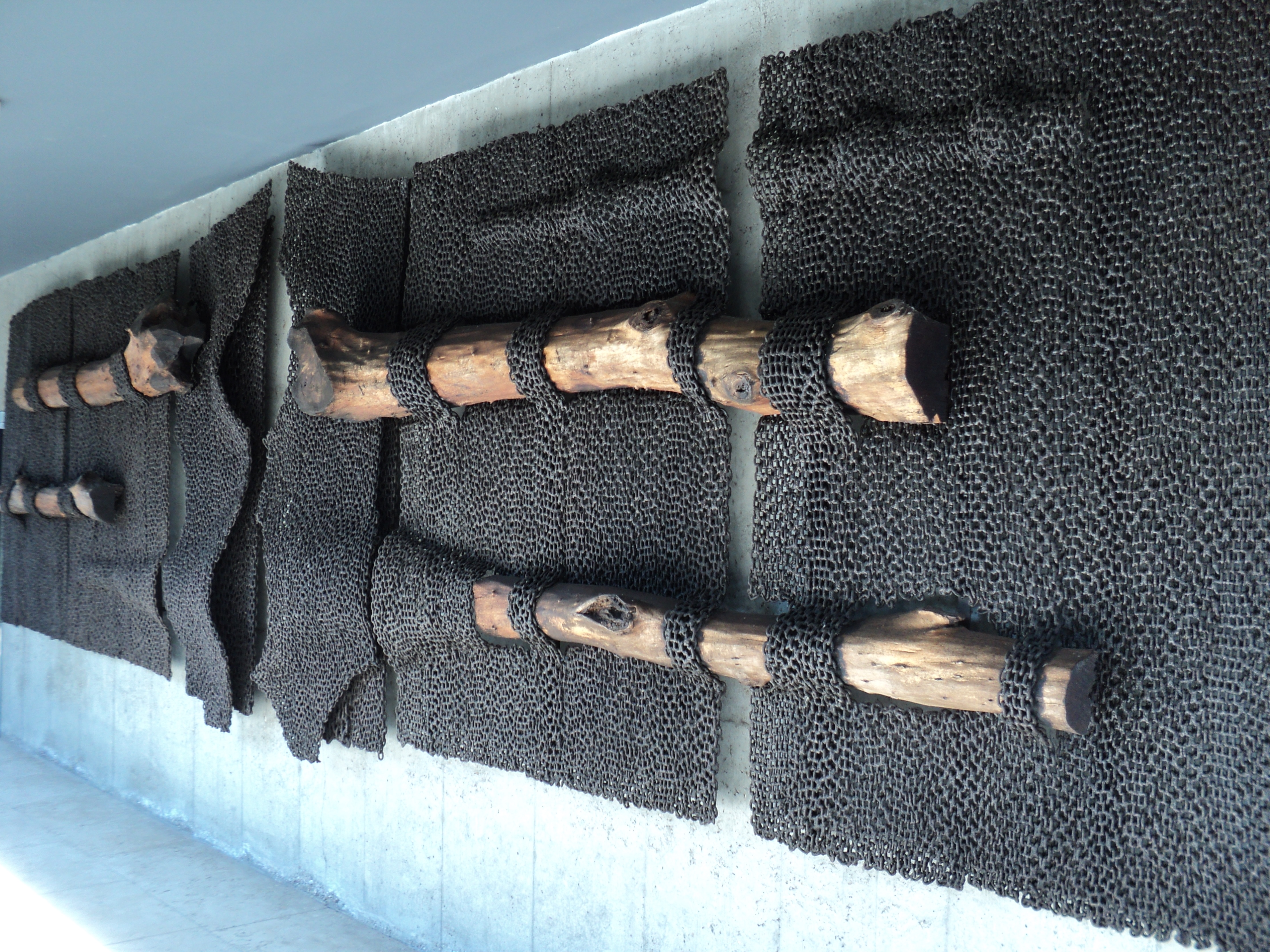
Reliéf obětem fašismu

Dokumentární film HRT Konečná stanice Jasenovac (Zadnja stanica Jasenovac)

Slavko Alojz KRAMAR: Slovinští vězni tábora Jasenovac